# フランコ・セミオーリ
フランコ・セミオーリ（Franco Semioli, 1980年6月20日 - ）は、イタリア・チリエ出身の元同国代表サッカー選手、現サッカー指導者。現役時代のポジションはミッドフィールダー。

## 経歴

### キャリア初期
トリノ・カルチョの下部組織でサッカーを学び、サレルニターナ・カルチョで活躍した後、ファビオ・ガランテとのトレードでインテルナツィオナーレ・ミラノに加入。すぐにレンタルに出され、テルナーナ・カルチョやヴィチェンツァ・カルチョといったプロヴィンチャのクラブでキャリアを積んだ。

### キエーヴォ
結局インテルでのプレーが叶わぬまま、ルシアーノ獲得の取引の一部としてACキエーヴォ・ヴェローナへ共同保有の形で移籍。その後、ジュリオ・セーザル獲得の取引の一部としてキエーヴォへ完全移籍。キエーヴォ在籍時はチームのエースとして活躍し、イタリア代表に招集された。

### フィオレンティーナ以降
2007年7月に、ACFフィオレンティーナに移籍した。移籍後はレギュラーの座を手にすることは叶わなかった。その後2009年9月に在籍2年でUCサンプドリアに移籍。

### 現役引退後
2014-15シーズンよりセリエDのASDキエーリ・カルチョ1955でプレーし、2016年6月3日に現役引退を表明。クラブのユースでコーチを務めることとなった。

## 代表歴
2006年8月16日のクロアチア戦で代表デビュー。

## タイトル
トリノ
- トルネオ・ディ・ヴィアレッジョ : 1998